# Amra Silajdžić
Amra Silajdžić (Sarajevo, 1 de octubre de 1984) es una modelo bosnia.

## Biografía
En 2000, con 16 años, Silajdžić ganó el concurso francés Metropolitan Top Model. Los cazatalentos se fijaron en ella y pasó a formar parte de la agencia de modelos Elite Model Management de París. Silajdžić apareció en anuncios de la empresa de ropa Anchor Blue y fue el rostro de Robin Jeans. Desde 2010, ha tenido pequeños papeles en varias series de televisión estadounidenses y en un par de películas.
Ha aparecido en vídeos musicales de artistas discográficos como Enrique Iglesias, Chromeo, The Cataracs, Taio Cruz y Blake Shelton.
Silajdžić tuvo su primer papel protagonista en la película estadounidense Gothic Assassins, estrenada en octubre de 2011 en el Festival Internacional de Cine de Lucerna (Suiza).
Amra ha sido la modelo facial del personaje de Jill Valentine para los videojuegos Resident Evil: Revelations, Resident Evil: The Mercenaries 3D y Resident Evil: Operation Raccoon City.
Silajdžić se casó con el empresario serbio Vladímir Vićentijević en 2001, su hija Sofia nació el 1 de noviembre de 2003. Amra y Vladímir se divorciaron posteriormente en 2007.
Desde 2011 mantiene una relación con el futbolista bosnio Edin Džeko. La pareja se casó en enero de 2016 en Roma. El 2 de febrero de 2016, Džeko y Silajdžić fueron padres de una niña llamada Una. El 9 de septiembre de 2017 nació en Roma su segundo hijo, un niño llamado Dani, y el 12 de septiembre de 2020 dio a luz a su tercer hijo, la niña Dalia.